# 노다 사쓰키
노다 사쓰키(일본어: 野田 紗月, 2000년 5월 20일~)는 일본의 양궁 선수이다. 

## 경력
후쿠오카현 기타큐슈시 출신이다. 오리오 고등학교를 졸업한 후 긴키 대학에 진학했다.
2022년에 일본 국가대표 선수가 되었으며 같은 해 5월 대한민국 광주에서 열린 월드컵 2차 대회를 통해 처음으로 국제 대회에 출전했다. 노다는 이 대회에서 개인전 33위, 단체전 6위에 올랐다. 6월에는 프랑스 파리에서 열린 월드컵 3차 대회에서는 개인전 17위, 단체전 9위에 올랐다.
2023년 8월 독일 베를린에서 열린 2023년 세계 선수권 대회에 참가하여 개인전에서 체코의 마리에 호라치코바와 멕시코의 알레한드라 발렌시아의 뒤를 이어 동메달을 획득했다. 야마구치 아즈사, 스기모토 도모미와 함께 참가한 단체전에서는 튀르키예팀을 꺾었으나 멕시코팀에게 패하면서 9위에 올랐다. 후루카와 다카하루와 함께 팀을 구성한 혼성 단체전 경기에서는 체코와 중국팀을 꺾었으며 8강에서 독일에게 패하며 6위에 올랐다.
같은 해 10월 중국 항저우에서 열린 2022년 아시안 게임에 참가했으며 혼성 단체전 종목에서 후루카와와 함께 대한민국팀의 뒤를 이어 은메달을 획득했다.